# Frosta
Frosta este o comună din provincia Nord-Trøndelag, Norvegia.